# 李施德林
是一个美国漱口水及其他口腔护理产品品牌，歷史可以追溯到1879年。1914年，李施德林的漱口水開始在美國銷售。漱口水在20世紀中期，它只是一種清潔手術工具的液体，後來被发掘出清潔牙齒的功能。原为辉瑞公司产品，2006年被强生收购。李施德林是美国最多人购买的漱口水品牌。
李施德林也有牙膏及美白牙贴产品。